# Rashed Al-Hooti
Rashed Al-Hooti (Manama, Baréin; 24 de diciembre de 1989) es un futbolista de Baréin que juega en la posición de lateral izquierdo con el Muharraq Club de la Liga Premier de Baréin.

## Carrera

### Club
| Periodo   | Club            |
| --------- | --------------- |
| 2008-2011 | East Riffa Club |
| 2011-2013 | Busaiteen Club  |
| 2014–2015 | Riffa SC        |
| 2015-2016 | East Riffa Club |
| 2016-2017 | Hidd SCC        |
| 2017-2018 | Riffa SC        |
| 2018-2020 | Hidd SCC        |
| 2020      | Al-Najma        |
| 2021-     | Muharraq Club   |

### Selección nacional
Jugó para Baréin en 81 ocasiones de 2010 a 2022, participó en los Juegos Asiáticos de 2010 y en dos ediciones de la Copa Asiática.
Actualmente posee el récord de la expulsión más rápida en un partido internacional cuando fue expulsado a los 39 segundos el 11 de octubre de 2011 ante Irán en la clasificación de AFC para la Copa Mundial de Fútbol de 2014.

## Logros
- Liga Premier de Baréin (1): 2019-20
- Copa FA de Baréin (3): 2017, 2021, 2022
- Copa AFC (1): 2021